# Rhagodima nigrocincta
Espèce
Synonymes
- Rhax nigrocincta Bernard, 1893

Rhagodima nigrocincta est une espèce de solifuges de la famille des Rhagodidae.

## Distribution
Cette espèce est endémique d'Inde.

## Description
Rhagodima nigrocincta mesure 40 mm.

## Publication originale
- Bernard 1893 : On two new species of Rhax. Journal of the Linnean Society of London, Zoology, vol. 24, p. 361–363 (texte intégral).